# 白鮣
白鮣，又稱白短印魚，俗名印仔魚，為輻鰭魚綱鱸形目鱸亞目鮣科的其中一個種。

## 分布
本魚分布於全球溫暖海域，包括西印度洋:包括留尼旺島與模里西斯、東太平洋:外海的美國加州舊金山到智利。西大西洋:美國佛羅里達與墨西哥灣到巴西等均有分布。

## 深度
水深0至50公尺。

## 特徵
本魚體延長，頭部扁平，向後漸成圓柱狀，胸鰭鈍圓，頂端有由第一背鰭變形而成的吸盤，有11至13對鰭瓣，體長為背吸盤之2.6至3.5倍，背吸盤特寬但不超越胸鰭及腹鰭。尾柄細，前端圓柱狀，後端漸側扁。吻平扁，前端略鈍。口大，口裂寬，不可伸縮，下頜前突；上下頜、鋤骨、腭骨及舌上均具齒。耙體被小圓鱗，除頭部及吸盤無鱗外，全身均被鱗。第二背鰭起點與臀鰭相對；腹鰭胸位，小形；胸鰭短圓；尾鰭截形尾。體長可達35公分。

## 生態
為大洋性中表層水域魚類，背吸盤較寬短，有12對鰭瓣用以吸腹大型魚體；由於其體色白，可適應於貼附在魚體之鰓腔或腹面。

## 經濟利用
食用魚類，亦可作觀賞魚類。